# Список Героев Социалистического Труда (Куандыков — Кулян)
Эта страница является частью списка Героев Социалистического Труда и перечисляет в алфавитном порядке лиц, удостоенных звания Героя Социалистического Труда, чьи фамилии начинаются с буквы «К», от Куандыков до Кулян.
- Список не включает дважды и трижды Героев Социалистического Труда, а также лиц, лишённых этого звания.
- Список содержит информацию о датах жизни, роде деятельности и дате присвоения звания Героя.
- Герои, удостоенные звания посмертно, выделены в списке  серым цветом .
- Герои, сменившие фамилию после присвоения звания, приводятся в списках дважды, при этом строка с новой фамилией выделяется  бежевым цветом  и не имеет номера.

## Список людей, фамилии которых начинаются с «К»
| Навигационная таблица | Навигационная таблица |
| --------------------- | --------------------- |
| «К»                   | Кабаидзе — Капычина   |
| «К»                   | Кара — Каюшкина       |
| «К»                   | Квакуша — Киптев      |
| «К»                   | Киракосян — Князькин  |
| «К»                   | Кобаидзе — Колядо     |
| «К»                   | Команов — Корякина    |
| «К»                   | Косарев — Коюнлиев    |
| «К»                   | Кравец — Ксоврели     |
| «К»                   | Куандыков — Кулян     |
| «К»                   | Кумаков — Кяяник      |

| Навигационная таблица | Навигационная таблица |
| --------------------- | --------------------- |
| «К»                   | Кабаидзе — Капычина   |
| «К»                   | Кара — Каюшкина       |
| «К»                   | Квакуша — Киптев      |
| «К»                   | Киракосян — Князькин  |
| «К»                   | Кобаидзе — Колядо     |
| «К»                   | Команов — Корякина    |
| «К»                   | Косарев — Коюнлиев    |
| «К»                   | Кравец — Ксоврели     |
| «К»                   | Куандыков — Кулян     |
| «К»                   | Кумаков — Кяяник      |